# Stazione di Twickenham
La stazione di Twickenham è una stazione ferroviaria situata a Twickenham, nel borgo londinese di Richmond upon Thames. La stazione sorge lungo la ferrovia Londra Waterloo-Reading e da qui si dipana la linea per New Malden.

## Movimento
La stazione è servita da servizi ferroviari suburbani operati dalla società South Western Railway.

## Interscambi
Alcune linee urbane automobilistiche, gestite da London Buses, effettuano fermata nelle vicinanze della stazione.
- Fermata autobus